# Đặng Vũ Hiệp
Đặng Vũ Hiệp (1928 - 2008) (Bí danh: Đặng Hùng), là Anh hùng Lực lượng vũ trang nhân dân, Thượng tướng Quân đội nhân dân Việt Nam. Nguyên Thứ trưởng Bộ Quốc phòng, Phó Chủ nhiệm Tổng cục chính trị Quân đội nhân dân Việt Nam; Huân chương Độc lập hạng Nhất.

## Tiểu sử và quá trình tham gia cách mạng
Đặng Vũ Hiệp sinh ngày 09/02/1928 tại xã Đức Thắng, huyện Hiệp Hòa, tỉnh Bắc Giang. Quê quán tại thôn Cự Đình, xã Việt Hưng, huyện Văn Lâm, tỉnh Hưng Yên. Thuở thiếu thời ông học tại Trường Bưởi, một ngôi trường nổi tiếng của Hà Nội, nơi mà rất nhiều chính khách, tướng lĩnh, các nhà khoa học, văn hóa lớn của đất nước đã từng học tập ở đây. Những năm đèn sách, chứng kiến đất nước lâm nguy, ông đã gác bút nghiên lên đường tham gia cách mạng, là cán bộ Phòng Thông tin tuyên truyền tỉnh Phú Thọ. Đến tháng 8/1945, ông tham gia Cách mạng tháng 8 tại tỉnh Phú Thọ.

## Từ sau Cách mạng tháng 8/1945 đến 1954
Tháng 01/1946, Đặng Vũ Hiệp tham gia Vệ quốc quân (nay là Quân đội nhân dân Việt Nam). Tháng 4/1946, Đặng Vũ Hiệp là Đảng viên Đảng Cộng sản Đông Dương (nay là Đảng Cộng sản Việt Nam).
Từ tháng 4/1947 đến tháng 4/1954 ông giữ các chức vụ: Chính trị viên đại đội thuộc Trung đoàn 23, Khu 1; Chính trị viên phó rồi Chính trị viên Tiểu đoàn 54, Chính trị viên Tiểu đoàn 18; Chính trị viên Tiểu đoàn thuộc Trung đoàn 102, Đại đoàn 308. Đến tháng 4/1954 là Chủ nhiệm Chính trị Trung đoàn 88, Đại đoàn 308. Tham gia các chiến dịch:  Chiến dịch Việt Bắc (1947), Chiến dịch Sông Thao (1949), Chiến dịch Lê Hồng Phong I (1950), Chiến dịch Biên giới (1950), Chiến dịch Trung du, Chiến dịch Hoàng Hoa Thám, Chiến dịch Hà Nam Ninh (1951), Chiến dịch Hòa Bình, Chiến dịch Tây Bắc (1952), Chiến dịch Thượng Lào(1953), Chiến dịch Điện Biên Phủ (1954).
Từ tháng 9/1954 là Phó Chính ủy, phụ trách Chính ủy Trung đoàn 86, Sư đoàn 675 Pháo cao xạ.

## Giai đoạn 1954 - 1975
Từ tháng 8/1956, ông được cử đi học tại Học viện Quân chính Lê nin (Liên Xô cũ). Sau khi về Việt Nam, tháng 11/1961, ông được giao nhiệm vụ làm Chủ nhiệm Khoa Lịch  sử phong trào Cộng sản và công nhân quốc tế tại Trường Chính trị trung cao cấp (nay là Học viện Chính trị).
Tháng 9/1964, ông đi chiến trường B trực tiếp chiến đấu ở chiến trường miền Nam, giữ chức Phó Chủ nhiệm Chính trị Quân khu 5.
Tháng 7/1965, ông được điều động lên Tây Nguyên giữ chức vụ Chủ nhiệm Chính trị Mặt trận Tây Nguyên (B3).
Cuối năm 1965, khi giai đoạn 1 của Chiến dịch Plei Me kết thúc thắng lợi, buộc Sư đoàn kỵ binh không vận số 1 Mỹ vừa đổ bộ lên An Khê phải ra tham chiến, Tư lệnh kiêm Chính ủy Mặt trận Chu Huy Mân giao nhiệm vụ cho đồng chí Nguyễn Hữu An (Tư lệnh) và đồng chí Đặng Vũ Hiệp (Chính ủy) lên khu vực Chư Prông lập sở chỉ huy tiền phương để chỉ huy các trung đoàn: 66, 33, 320 đón đánh quân Mỹ trong Trận Ia Đrăng - trận đánh đã tiêu diệt hoàn toàn 1 tiểu đoàn và làm thiệt hại nặng 1 tiểu đoàn kỵ binh Mỹ. Trận đánh phủ đầu và chiến thắng Sư đoàn Kỵ binh số 1 của Mỹ khi quân Mỹ vừa vào Việt Nam, một trận thắng mà chính tướng Harold G. Moore phải thừa nhận "Ia Đrăng - trận đánh đã làm thay đổi cuộc chiến ở Việt Nam". Chiến dịch tiến công Plei Me là chiến dịch đầu tiên ở Tây Nguyên, đồng thời là chiến  dịch  tiến công  quân  Mỹ  đầu  tiên  của Việt Nam ở  chiến trường miền Nam trong cuộc kháng chiến chống Mỹ.
Sau Chiến dịch Plei me, ông tiếp tục được giao cương vị Chính ủy Bộ Tư lệnh tiền phương các chiến dịch tiếp theo như: Chiến dịch Đăk Tô - Tân Cảnh (1967), Chiến dịch Xuân 1969, Chiến dịch Đăk Siêng 1970...
Tháng 3/1970: ông được giao nhiệm vụ là Phó Chính ủy Mặt trận Tây Nguyên (B3), Chính ủy Bộ Tư lệnh Cánh Đông chỉ huy các chiến dịch: Chiến dịch Đăk Tô, Chiến dịch Bắc Tây Nguyên. Chiến dịch bắc Tây Nguyên năm 1972 là chiến dịch tiến công quy mô tương đương quân đoàn đầu tiên trên Chiến trường Tây Nguyên, diễn ra trong điều kiện còn nhiều khó khăn. Thắng lợi của chiến dịch đã làm thay đổi cục diện chiến trường, mở rộng hoàn chỉnh thêm căn cứ địa rộng lớn của cách mạng 3 nước Đông Dương, góp phần xứng đáng vào thắng lợi chung của toàn miền Nam, đánh bại một bước quan trọng chiến lược "Việt Nam hóa chiến tranh".
Ngày 20 tháng 9 năm 1972, Đảng ủy và Bộ Tư lệnh Mặt trận Tây Nguyên quyết định thành lập Sư đoàn 10, đồng chí Đặng Vũ Hiệp được giao thêm nhiệm vụ Chính ủy Sư đoàn 10 và từ tháng 11/1973 là Chính ủy Mặt trận Tây Nguyên (B3).
Tháng 3/1975, Chiến dịch Tây Nguyên - chiến dịch mở đầu cuộc tiến công chiến lược năm 1975, Bộ Chính trị và Quân ủy Trung ương quyết định thành lập Đảng ủy và Bộ Tư lệnh Chiến dịch Tây Nguyên. Đồng chí Hoàng Minh Thảo (Phó Tư lệnh Quân khu 5) được cử làm Tư lệnh, đồng chí Đặng Vũ Hiệp (Chính ủy Mặt trận Tây Nguyên) làm Bí thư Đảng ủy và Chính ủy. Trong 30 ngày đêm liên tục tiến công, đã làm tan rã quân đoàn 2 VNCH, một bộ phận lực lượng dự bị chiến lược, toàn bộ lực lượng địch ở Tây Nguyên và hai tỉnh Phú Yên, Khánh Hòa. Với thắng lợi của Chiến dịch Tây Nguyên đã giải phóng địa bàn chiến lược Tây Nguyên gồm 5 tỉnh: Kon Tum, Gia Lai, Đắk Lắk, Phú Bổn, Quảng Đức và các tỉnh Bình Định, Phú Yên, Khánh Hòa với khoảng 1.600.000 dân. Chiến dịch Tây Nguyên đại thắng đã tạo ra sự thay đổi căn bản về so sánh lực lượng và thế trận, dẫn đến sự sụp đổ và đột biến về chiến lược và tinh thần của ngụy quyền Sài Gòn, tạo bước ngoặt quyết định đưa cuộc tiến công chiến lược trên toàn miền Nam.
Ngay sau giải phóng Tây Nguyên, Quân đoàn 3 được thành lập, Bộ Chính trị Ban Chấp hành Trung ương Đảng ra quyết định (số 2347/NQ-TW) thành lập  Đảng bộ Quân đoàn 3, đặt dưới sự lãnh đạo trực tiếp của Quân ủy Trung ương về mọi mặt, chỉ định đồng chí Đặng Vũ Hiệp làm Bí thư Đảng ủy và đồng chí Vũ Lăng làm Phó Bí thư; đồng thời ra quyết định bổ nhiệm đồng chí Vũ Lăng (Tư lệnh Mặt trận B3, Phó Tư lệnh Chiến dịch Tây Nguyên) làm Tư lệnh Quân đoàn và đồng chí Đặng Vũ Hiệp (Chính ủy kiêm Bí thư Mặt trận B3 và Chiến dịch Tây Nguyên) làm Chính ủy Quân đoàn. Ông cùng tập thể Đảng ủy, Bộ Tư lệnh lãnh đạo, chỉ huy Quân đoàn tham gia Chiến dịch Hồ Chí Minh; nhận nhiệm vụ, đảm nhiệm hướng Tây Bắc Sài Gòn, đây là hướng tấn công chủ yếu của Chiến dịch Hồ Chí Minh và là tuyến phòng ngự mạnh nhất của Chính quyền Sài Gòn. Quân đoàn 3 đã hoàn thành xuất sắc nhiệm vụ đập tan tuyến phòng ngự, tiêu diệt Sư đoàn 25 của Quân lực Việt Nam Cộng hoà, đã lần lượt đánh chiếm và làm chủ các mục tiêu tại: Gò Dầu Hạ, Trảng Bàng, Đồng Dù, Hóc Môn, Trung tâm huấn luyện Quang Trung. Quân đoàn 3 là cánh quân đầu tiên trong 5 cánh quân đặt chân đến cửa ngõ Sài Gòn vào chiều 29/4/1975, sau đó vào sáng ngày 30/4 Quân đoàn đã đánh chiếm sân bay Tân Sơn Nhất và Bộ Tổng tham mưu quân đội VNCH, 11h30 ngày 30 tháng 4 năm 1975 đã giương cao lá cờ của quân đoàn trên nóc tòa nhà Bộ Tư lệnh Không quân & Bộ Tổng tham mưu của Quân lực Việt Nam Cộng hòa.

## Giai đoạn sau năm 1975
Đất nước thống nhất, ông được cử đi học tại Học viện Quân sự Cao cấp (nay là Học viện Quốc phòng).
Năm 1976, tại Đại hội đại biểu toàn quốc lần IV, ông được bầu là Ủy viên dự khuyết Ban Chấp hành Trung ương Đảng Cộng sản Việt Nam khóa IV (nhiệm kỳ 1976-1982).
Tháng 11/1977, ông là được bổ nhiệm giữ chức vụ Phó Chủ nhiệm Tổng cục Chính trị Quân đội nhân dân Việt Nam, Thứ trưởng Bộ Quốc phòng, được thăng hàm cấp Thiếu tướng.
Tháng 6/1981, ông được thăng hàm cấp Trung tướng. Cũng trong năm 1981, ông trúng cử Đại biểu Quốc hội khóa VII, Phó Chủ nhiệm Ủy ban Pháp luật của Quốc hội khóa VII.
Năm 1982, tại Đại hội đại biểu toàn quốc lần V, ông được bầu là Ủy viên Ban Chấp hành Trung ương Đảng Cộng sản Việt Nam khoá V (nhiệm kỳ 1982-1986).
Năm 1984, Bộ Chính trị chỉ định làm Ủy viên Hội đồng Quân sự Bộ Quốc phòng .
Năm 1985, được chỉ định làm Ủy viên Đảng ủy Quân sự Trung ương, Chủ nhiệm Ủy ban Kiểm tra Quân ủy Trung ương.
Tháng 6/1988, ông được thăng hàm cấp Thượng tướng.
Tháng 5/1994, Ban Bí thư Trung ương Đảng triệu tập cuộc họp do Tổng bí thư Đỗ Mười chủ trì để nghe Tổng cục Chính trị báo cáo tình hình công tác chính sách. Từ sau hội nghị ấy, chấp hành Kết luận của Tổng Bí thư Đỗ Mười, Thượng tướng Đặng Vũ Hiệp hình thành nên ý tưởng, chỉ đạo Cục Chính sách - Tổng cục Chính trị xây dựng Đề án chính sách: "Bà mẹ Việt Nam Anh hùng". Ngày 29/8/1994, Ủy Ban Thường vụ Quốc hội đã công bố Pháp lệnh quy định Danh hiệu vinh dự Nhà nước "Bà mẹ Việt Nam Anh hùng". Tiếp sau đó, Chính phủ ra Nghị định về việc quy định Danh hiệu vinh dự Nhà nước "Bà mẹ Việt Nam Anh hùng". Ngày 17/12/1994, Chủ tịch nước quyết đinh phong tặng và truy tặng 19.879 "Bà mẹ Việt Nam Anh hùng". Như vậy, từ Kết luận của Tổng Bí thư Đỗ Mười, Tổng cục Chính trị đã hiện thực hóa Đề án và được Quốc hội, Chính phủ và Chủ tịch nước quyết định phong tặng và truy tặng Danh hiệu cao quý Bà mẹ Việt Nam Anh hùng.
Năm 1998, ông nghỉ hưu theo chế độ.
Sau ngày nghỉ hưu, Thượng tướng Đặng Vũ Hiệp vẫn đi tiếp con đường mà ông đã chọn, vì chiến sĩ, vì nhân dân, với nhiệm vụ chăm sóc, giúp đỡ và đấu tranh bảo vệ quyền lợi, đòi công lý cho nạn nhân chất độc da cam, góp phần làm vơi đi nỗi đau của những người bị di chứng tàn khốc của chất độc da cam trong chiến tranh. Ngày 17/12/2003, ông được phân công là Chủ tịch Hội nạn nhân chất độc da cam/đioxin Việt Nam.
Ông qua đời vào ngày 11/04/2008 tại Hà Nội, hưởng thọ 80 tuổi.

## Lịch sử thụ phong quân hàm
| Năm thụ phong | 1958     | 1966      | 1970   | 1977        | 1981        | 1988         |
| ------------- | -------- | --------- | ------ | ----------- | ----------- | ------------ |
| Cấp bậc       | Trung tá | Thượng tá | Đại tá | Thiếu tướng | Trung tướng | Thượng tướng |

## Phần thưởng cao quý
- Danh hiệu Anh hùng Lực lượng vũ trang nhân dân (Truy tặng 17/10/2023).
- Huân chương Độc lập hạng Nhất
- 02 Huân chương Quân công hạng Nhất.
- Huân chương Chiến thắng hạng Nhất.
- 02 Huân chương Kháng chiến hạng Nhất.
- Huân chương Kháng chiến chống Mỹ cứu nước hạng Nhất.
- Huân chương Chiến công hạng Nhất.
- Huân chương Chiến sĩ vẻ vang hạng nhất, nhì, ba.
- Huy chương Quân kỳ Quyết thắng.
- Huy hiệu 60 năm tuổi Đảng.

## Tác phẩm
- Ký ức Tây Nguyên, hồi ký về 10 năm ở Mặt trận Tây Nguyên, do Đại tá Lê Hải Triều chấp bút, Nhà xuất bản Quân đội nhân dân, 1999.
- Bộ đội cụ Hồ - Một hình ảnh đẹp con người Việt Nam trong thời đại mới, Nhà xuất bản Quân đội nhân dân, 2004.

## Một số câu nói nổi tiếng
- "Tất cả mọi chiến thắng ở chiến trường, mọi kỳ tích anh hùng, trước hết và trực tiếp đều do những người chiến sĩ binh nhất, binh nhì, những cán bộ phân đội làm nên dưới sự lãnh đạo vững mạnh của các tổ chức Đảng mà nổi bật là vai trò tiên phong gương mẫu của đội ngũ đảng viên."[10]
- "Hãy đến với các nạn nhân chất độc da cam, đến với những người nghèo nhất trong những người nghèo, những người đau khổ nhất trong những người đau khổ. Ở đó, nhiều người đã chết, nhiều người đang hằng ngày, hằng giờ sống trong bệnh tật giày vò vì di chứng tàn khốc của chất độc da cam. Ở đó, nhiều thanh niên cả trai và gái không thể tự đứng trên đôi chân của mình, nhiều phụ nữ không được hưởng hạnh phúc làm mẹ, rơi vào tuyệt vọng khi sinh ra những đứa con dị dạng, tật nguyền..."[11]

## Thông tin khác
Ông là anh trai của GS.TS Đặng Vũ Hoạt và Thiếu tướng Đặng Vũ Liêm, nguyên Phó Tư lệnh về Chính trị Bộ đội Biên phòng.
Trong lịch sử của Quân đội nhân dân Việt Nam gia đình ông là một trong số ít gia đình có hai anh em mang quân hàm cấp tướng (cùng với gia đình Đoàn Khuê, Đồng Sĩ Nguyên...).